# Ветер с порогов
«Ветер с порогов» (другое название «Последний лоцман») — советский немой чёрно-белый драматический фильм режиссёра Арнольда Кордюма. Наиболее заметный немой фильм режиссёра.
Одна из двух ролей в кино, и единственная главная роль в кино, актёра Николая Садовского.
Фильм долгое время считался утраченным, однако в 2014 году был найден и отреставрирован Центром Довженко.

## Сюжет
Начинается сооружение Днепрогэса. Привычную жизнь небольшого рыбацкого села нарушает появление инженеров из большого города. Вскоре здесь построят величественную гидроэлектростанцию, и вода поглотит старое село. Дом лоцмана Остапа Ковбаня предназначен на слом. Старый лоцман сокрушается — многие поколения рода Ковбанов работали на порогах нижнего течения Днепра лоцманами, гибнет привычный уклад большой семьи. Но его дети радостно приветствуют изменения: патриархальный уклад села им не под силу, и они ставятся первыми строителями Днепростроя.

## В ролях
- Николай Садовский — лоцман, знаток порогов Остап Ковбань
- Лидия Островская — Марина, дочь Остапа
- Иван Кононенко — Андрей, сын Остапа
- Николай Братерский — Степан, молодой лоцман
- Глеб Кузнецов — техник